# Аксель Скандорфф
Аксель Скандорфф (дан. Axel Schandorff, 3 березня 1926 — 28 січня 2016) — данський велогонщик.
Бронзовий призер Олімпійських Ігор 1948 року в спринті.